# Lucia Macari
Lucia Macari (n. 10 decembrie 1974, Chișinău) este un artist plastic din Republica Moldova.

## Biografie
După ce a absolvit Liceul de Arte Plastice „Igor Vieru” și Universitatea de Stat a Artelor la Chișinău, a urmat o specializare la Academia Jan van Eyck din Maastricht, Olanda. 
Neosuprarealistă ca stil, a expus în Moldova, România, Ucraina, Voivodina, Ungaria, Rusia, Slovenia, Croația, Olanda, Grecia, Bulgaria, Kazahstan.

## Selecție de lucrări
- Alegorie, instalație, 1996;
- Aphros, acțiune, 1996;
- Transformarea sunetului în imagine și a imaginii în sunet, instalație video, 1997.[4]

## Distincții
- Premiul 1 la Salonul Tinerilor Artiști, Zagreb, Croația, 1998.[5]